# Andy San Dimas
Andy San Dimas (Baltimore, Maryland; 3 de octubre de 1986) es una actriz pornográfica estadounidense.

## Biografía
San Dimas, cuyo nombre original es Sarah Joelle Hildebrand, nació en la ciudad de Baltimore, en el Estado de Maryland (Estados Unidos), en el seno de una familia con ascendencia alemana y nativos americanos. Sarah trabajó en un videoclub X mucho antes de entrar en la industria de la pornografía, cuando se puso en contacto el director Eon McKai través de un mensaje en MySpace con una foto desnuda de sí misma después de ver varios anuncios para sus películas en las revistas en la tienda. Él la reclutó para la industria, y debutó en su película Dana DeArmond's Role Modeling en diciembre de 2007.
Por su papel en la parodia porno This Ain't Glee XXX recibió en 2011 el Premio AVN a la Mejor actriz, que compartió ex aequo con India Summer.
Algunos títulos reseñables de su filmografía son Amateur Household Honeys, Ass Eaters Unanimous 23, Dark Knight XXX, Deep Kissing Lesbians 2, Deep Throat This 50, Fashion House, Latinas Unleashed, o Wolverine XXX.
Retirada en 2017, rodó más de 480 películas en su carrera como actriz.

## Premios y nominaciones
| Año  | Ceremonia                        | Resultado | Premio                                                 | Trabajo                                           |
| ---- | -------------------------------- | --------- | ------------------------------------------------------ | ------------------------------------------------- |
| 2009 | Rogreviews Critics Choice Awards | Nominada  | Best Newbie                                            | —                                                 |
| 2010 | Premios XRCO                     | Nominada  | Orgasmic Oralist of the Year                           | —                                                 |
| 2010 | Premios XRCO                     | Nominada  | Mejor actriz                                           | —                                                 |
| 2010 | Premios XRCO                     | Nominada  | Artista femenina del año                               | —                                                 |
| 2011 | Premios AVN                      | Ganadora  | Mejor actriz                                           | This Ain't Glee XXX                               |
| 2011 | Virtual Awards                   | Nominada  | Actriz femenina del año                                | —                                                 |
| 2011 | Premios XBIZ                     | Ganadora  | Artista femenina del año                               | —                                                 |
| 2011 | Premios XBIZ                     | Nominada  | Mejor actriz protagonista                              | This Ain't Glee XXX                               |
| 2011 | Premios XRCO                     | Nominada  | Orgasmic Oralist of the Year                           | —                                                 |
| 2011 | Premios XRCO                     | Nominada  | Mejor actriz                                           | —                                                 |
| 2011 | Premios XRCO                     | Nominada  | Artista femenina del año                               | —                                                 |
| 2012 | Premios AVN                      | Nominada  | Mejor escena escandalosa de sexo                       | American Dad XXX: An Exquisite Films Parody       |
| 2012 | Premios AVN                      | Nominada  | Mejor escena de sexo lésbico                           | Cherry 2                                          |
| 2012 | Premios AVN                      | Nominada  | Mejor actriz                                           | Rezervoir Doggs                                   |
| 2012 | Premios AVN                      | Nominada  | Artista femenina del año                               | —                                                 |
| 2012 | Premios AVN                      | Nominada  | Crossover Star of the Year                             | —                                                 |
| 2012 | Premios AVN                      | Nominada  | Mejor Tease Performance                                | Bombshells 1                                      |
| 2012 | Premios AVN                      | Nominada  | Mejor escena de sexo lésbico                           | Gracie Glam: Lust                                 |
| 2012 | Premios AVN                      | Ganadora  | Mejor escena POV de sexo                               | Double Vision 3                                   |
| 2012 | Premios AVN                      | Nominada  | Mejor actuación no sexual                              | Horizon                                           |
| 2012 | Premios AVN                      | Nominada  | Mejor escena de sexo en grupo                          | Superman XXX: A Porn Parody                       |
| 2012 | Premios AVN                      | Nominada  | Mejor escena de sexo chico/chica                       | Cum for Me                                        |
| 2012 | Premios XBIZ                     | Nominada  | Artista femenina del año                               | —                                                 |
| 2012 | Premios XBIZ                     | Nominada  | Estrella Crossover del año                             | —                                                 |
| 2012 | Premios XBIZ                     | Nominada  | Mejor actuación no sexual                              | Horizon                                           |
| 2012 | Premios XBIZ                     | Nominada  | Mejor actriz protagonista                              | Rocky XXX                                         |
| 2012 | Premios XRCO                     | Nominada  | Artista femenina del año                               | —                                                 |
| 2012 | Premios XRCO                     | Nominada  | Mejor actriz                                           | —                                                 |
| 2013 | Premios AVN                      | Nominada  | Mejor escena escandalosa de sexo                       | Nacho Invades America 2                           |
| 2013 | Premios AVN                      | Nominada  | Mejor escena de trío M-H-M                             | Dark Knight XXX: A Porn Parody                    |
| 2013 | Premios AVN                      | Nominada  | Mejor actriz                                           | Cafe Amore                                        |
| 2013 | Premios AVN                      | Nominada  | Artista femenina del año                               | —                                                 |
| 2013 | Premios AVN                      | Nominada  | Mejor actriz de reparto                                | Shared Wives                                      |
| 2013 | Premios AVN                      | Nominada  | Mejor escena de sexo lésbico                           | Girlfriends 4                                     |
| 2013 | Nightmoves                       | Nominada  | Actriz femenina del año                                | —                                                 |
| 2013 | Sex Awards                       | Nominada  | Actriz porno del año                                   | —                                                 |
| 2013 | Spank Bank Awards                | Nominada  | Tweeting Twat of the Year                              | —                                                 |
| 2013 | Spank Bank Awards                | Nominada  | Pussy Eating Princess of the Year                      | —                                                 |
| 2013 | Spank Bank Awards                | Nominada  | Clam Crazed Cooze of the Year                          | —                                                 |
| 2013 | Spank Bank Awards                | Nominada  | Masturbator of the Year                                | —                                                 |
| 2013 | Spank Bank Technical Awards      | Ganadora  | No Need For A Spittoon                                 | —                                                 |
| 2013 | Spank Bank Technical Awards      | Ganadora  | Best Scissoring/Suction Cup Vortex                     | —                                                 |
| 2013 | Premios XBIZ                     | Nominada  | Mejor actriz en película de sexo en pareja             | Tango To Romance                                  |
| 2013 | Premios XBIZ                     | Nominada  | Mejor escena de sexo en película de parejas o temática | Shared Wives                                      |
| 2014 | Premios AVN                      | Nominada  | Mejor escena escandalosa de sexo                       | Squirtamania 32                                   |
| 2014 | Premios AVN                      | Nominada  | Mejor escena de sexo lésbico                           | Bitchcraft 9                                      |
| 2014 | Premios AVN                      | Nominada  | Mejor escena de sexo chico/chica                       | Wolverine XXX: A Porn Parody                      |
| 2014 | Spank Bank Awards                | Nominada  | Tweeting Twat of the Year                              | —                                                 |
| 2014 | Spank Bank Awards                | Nominada  | Sexiest Woman Alive                                    | —                                                 |
| 2014 | Spank Bank Awards                | Nominada  | Mejor cuerpo                                           | —                                                 |
| 2014 | Spank Bank Awards                | Nominada  | Mattress Actress of the Year                           | —                                                 |
| 2014 | Spank Bank Awards                | Nominada  | Porn Goddess                                           | —                                                 |
| 2014 | Spank Bank Awards                | Nominada  | Pussy Eating Princess of the Year                      | —                                                 |
| 2014 | Spank Bank Awards                | Nominada  | Sexiest Painted Lady                                   | —                                                 |
| 2014 | Spank Bank Awards                | Nominada  | The Total Package                                      | —                                                 |
| 2014 | Spank Bank Awards                | Nominada  | Most Beautiful Seductress                              | —                                                 |
| 2014 | Spank Bank Awards                | Nominada  | Most Photogenic                                        | —                                                 |
| 2014 | Premios XBIZ                     | Nominada  | Mejor actriz en película de sexo en pareja             | Superman vs. Spider-Man XXX: An Axel Braun Parody |
| 2014 | Premios XBIZ                     | Nominada  | Mejor escena de sexo en película de parejas o temática | Superman vs. Spider-Man XXX: An Axel Braun Parody |
| 2016 | Premios XBIZ                     | Nominada  | Mejor actriz de reparto                                | Saving Humanity                                   |
| 2016 | Premios XBIZ                     | Nominada  | Mejor escena de sexo en película lésbica               | Saving Humanity                                   |